# BK Häcken
BK Häcken – szwedzki klub piłkarski grający obecnie w pierwszej lidze, mający siedzibę w mieście Göteborg, leżącym nad cieśniną Kattegat.

## Historia
Klub został założony w 1940. W 1983 po raz pierwszy awansował do Allsvenskan, jednak po roku gry spadł do drugiej. W 1990 wszedł do finału Pucharu Szwecji, jednak przegrał w nim 0:3 z Djurgårdens IF. W 1993 Häcken wrócił do pierwszej ligi i grał w niej do 1994, a następnie w latach: 1998, 2000–2001 i 2005-2006. W 2009 powrócił do ekstraklasy.
W 2022 roku zdobywca mistrzostwa Szwecji.
W 2023 roku grał w eliminacjach Ligi Mistrzów UEFA, w I rundzie eliminacji wygrał z walijskim The New Saints FC, w II rundzie eliminacji po rzutach karnych został wyeliminowany przez farerski zespół KI Klaksvik.
W III rundzie eliminacji Ligi Europy UEFA wygrał z litewskim Żalgirisem Wilno, a w rundzie play-off wygrał ze szkockim Aberdeen FC. W fazie grupowej trafił do grupy H. Jego rywalami są niemiecki Bayer Leverkusen, azerski Qarabag Agdam i norweskie Molde FK.
Drużyna zajęła ostatnie miejsce w swojej grupie Ligi Europy UEFA, nie zdobywając ani jednego punktu. Stała się więc jedyną, która w sezonie 2023/2024 przegrała wszystkie swoje mecze w tych rozgrywkach.

## Sukcesy
Allsvenskan
- Mistrzostwo (1): 2022

Superettan
- Zwycięzca: 2004
- Zdobywca drugiego miejsca: 2008

Puchar Szwecji
- Zwycięzca: 2016, 2019, 2023, 2025
- Finalista: 1990, 2021, 2022

## Europejskie puchary
Legenda do wszystkich tabel:
- Q – runda eliminacyjna, 1/16, 1/8, 1/4, 1/2 – odpowiednia faza rozgrywek, Grupa – runda grupowa, 1r gr – pierwsza runda grupowa, 2r gr – druga runda grupowa, F – finał, R – runda, PO – play-off
- k. – rzuty karne, los. – losowanie, Dogr. – dogrywka, w. – zasada bramek strzelonych na wyjeździe

| Sezon   | Rozgrywki               | Runda   | Przeciwnik           | Dom | Wyjazd | Ogólnie     |
| ------- | ----------------------- | ------- | -------------------- | --- | ------ | ----------- |
| 2007/08 | Puchar UEFA             | 1Q      | KR Reykjavík         | 1–1 | 1–0    | 2–1         |
| 2007/08 | Puchar UEFA             | 2Q      | Dunfermline Athletic | 1–0 | 1–1    | 2–1         |
| 2007/08 | Puchar UEFA             | 1R      | Spartak Moskwa       | 1–3 | 0–5    | 1–8         |
| 2011/12 | Liga Europy             | 1Q      | UN Käerjéng 97       | 5–1 | 1–1    | 6–2         |
| 2011/12 | Liga Europy             | 2Q      | FC Honka             | 1–0 | 2–0    | 3–0         |
| 2011/12 | Liga Europy             | 3Q      | CD Nacional          | 2–1 | 0–3    | 2–4         |
| 2013/14 | Liga Europy             | 2Q      | Sparta Praga         | 1–0 | 2–2    | 3–2         |
| 2013/14 | Liga Europy             | 3Q      | FC Thun              | 1–2 | 0–1    | 1–3         |
| 2016/17 | Liga Europy             | 2Q      | Cork City            | 1–1 | 0–1    | 1–2         |
| 2018/19 | Liga Europy             | 1Q      | FK Liepāja           | 1–2 | 3–0    | 4–2         |
| 2018/19 | Liga Europy             | 2Q      | RB Leipzig           | 1–1 | 0–4    | 1–5         |
| 2019/20 | Liga Europy             | 2Q      | AZ Alkmaar           | 0–3 | 0–0    | 0–3         |
| 2021/22 | Liga Konferencji Europy | 2Q      | Aberdeen             | 2–0 | 1–5    | 3–5         |
| 2023/24 | Liga Mistrzów           | 1Q      | The New Saints       | 3–1 | 2–0    | 5–1         |
| 2023/24 | Liga Mistrzów           | 2Q      | KÍ Klaksvík          | 3–3 | 0–0    | 3–3, k: 3–5 |
| 2023/24 | Liga Europy             | 3Q      | Žalgiris Wilno       | 5–0 | 3–1    | 8–1         |
| 2023/24 | Liga Europy             | PO      | Aberdeen             | 2–2 | 3–1    | 5–3         |
| 2023/24 | Liga Europy             | Grupa H | Bayer 04 Leverkusen  | 0–2 | 0–4    | 4. miejsce  |
| 2023/24 | Liga Europy             | Grupa H | Qarabağ              | 0–1 | 1–2    | 4. miejsce  |
| 2023/24 | Liga Europy             | Grupa H | Molde                | 1–3 | 1–5    | 4. miejsce  |
| 2024/25 | Liga Konferencji        | 2Q      | F91 Dudelange        | 6–1 | 6–2    | 12–3        |
| 2024/25 | Liga Konferencji        | 3Q      | Paide Linnameeskond  | 6–1 | 1–1    | 7–2         |
| 2024/25 | Liga Konferencji        | PO      | 1. FC Heidenheim     | 1–2 | 2–3    | 3–5         |
| 2025/26 | Liga Europy             | 1Q      | Spartak Trnawa       | 2–2 | 1–0    | 3–2         |
| 2025/26 | Liga Europy             | 2Q      | Anderlecht           | 2–1 | 0–1    | 2–2, k: 4–2 |
| 2025/26 | Liga Europy             | 3Q      | Brann                | 0–2 | 1–0    | 1–2         |
| 2025/26 | Liga Konferencji        | PO      | CFR 1907 Cluj        | –   | –      | –           |

## Piłkarze

### Obecny skład
Stan na 21 września 2022
| Nr | Poz. | Piłkarz                     |
| -- | ---- | --------------------------- |
| 3  | OB   | Johan Hammar                |
| 4  | OB   | Franklin Tebo Uchenna       |
| 5  | OB   | Even Hovland                |
| 8  | PO   | Erik Friberg                |
| 9  | NA   | Alexander Jeremejeff        |
| 10 | NA   | Ali Youssef                 |
| 11 | PO   | Samuel Gustafson (kapitan)  |
| 12 | OB   | Valgeir Lunddal Friðriksson |
| 14 | PO   | Simon Gustafson             |
| 15 | OB   | Kadir Hodžić                |
| 16 | NA   | Bénie Traoré                |
| 18 | PO   | Mikkel Rygaard              |

| Nr | Poz. | Piłkarz                                             |
| -- | ---- | --------------------------------------------------- |
| 19 | NA   | Oscar Uddenäs                                       |
| 20 | NA   | Blair Turgott                                       |
| 21 | OB   | Tomas Totland                                       |
| 22 | NA   | Tobias Sana                                         |
| 24 | NA   | Lars Olden Larsen (wypożyczony z FK Niżny Nowogród) |
| 25 | OB   | Kristoffer Lund                                     |
| 26 | BR   | Peter Abrahamsson                                   |
| 27 | PO   | Amane Romeo                                         |
| 30 | BR   | Johan Brattberg                                     |
| 33 | OB   | Sebastian Lagerlund                                 |
| 37 | NA   | Ibrahim Sadiq                                       |
| 41 | NA   | Filip Trpchevski                                    |

### Piłkarze na wypożyczeniu
| Nr | Poz. | Piłkarz                                                   |
| -- | ---- | --------------------------------------------------------- |
|    | NA   | Tobias Heintz (w Sarpsborg 08 FF do 31 grudnia 2022)      |
|    | OB   | Tobias Carlsson (w Varbergs BoIS do 30 listopada 2022)    |
|    | PO   | William Milovanovic (w Utsiktens BK do 30 listopada 2022) |
|    | NA   | Jasse Tuominen (w Tromsø IL do 31 grudnia 2022)           |

| Nr | Poz. | Piłkarz                                                    |
| -- | ---- | ---------------------------------------------------------- |
|    | OB   | Yannick Adjoumani (w Östersunds FK do 30 listopada 2022)   |
|    | PO   | Alexander Faltsetas (w Helsingborgs IF do 31 grudnia 2023) |
|    | NA   | Leonardo Farah Shahin (w Qviding FIF do 31 grudnia 2023)   |

### Reprezentanci kraju grający w klubie
- Tobias Hysén
- Kim Källström
- Teddy Lučić
- David Marek
- Jozo Matovac
- Jesper Mattsson
- Jonny Rödlund
- Håkan Svensson
- Reinaldo
- Stig Tøfting
- Kari Arkivuo
- Keijo Huusko
- Janne Saarinen
- Tuomas Uusimäki
- Ville Viljanen
- Njogu Demba-Nyrén
- Abdul Majeed Waris
- Gunnar Gíslason
- Arnór Guðjohnsen
- Ari Freyr Skúlason
- Robert Mambo Mumba
- Jimmy Dixon
- Dulee Johnson
- Dioh Williams
- Roger Risholt